# 2015 w literaturze
Wydarzenia literackie w 2015 roku.

## Wydarzenia

### Niemcy
- W dniach 19-21 marca odbyły się w Lipskie Targi Książki (Leipziger Buchmesse)
- W dniach 14-18 października odbyły się Targi Książki we Frankfurcie nad Menem

### Polska
- W dniach 14-17 maja na Stadionie Narodowym w Warszawie odbyły się Warszawskie Targi Książki
- W dniach 14-17 maja odbył się w Krakowie 4. Festiwal Miłosza
- W dniach 20-23 sierpnia odbył się 4. festiwal Literacki Sopot, głównym tematem była literatura czeska
- 5 września odbyło się Narodowe Czytanie Lalki Bolesława Prusa pod patronatem pary prezydenckiej
- W dniach 02-05 października w Szczecinie odbył się 3. Festiwal Czytania
- W dniach 19–25 października odbył się w Krakowie VII Festiwal Conrada
- W dniach 22-25 października odbyły się 19. Międzynarodowe Targi Książki w Krakowie
- 5 listopada – premiera nowego tłumaczenia Rękopisu znalezionego w Saragossie Jana Potockiego (przeł. Anna Wasilewska, Wydawnictwo Literackie)
- W dniach 4-13 grudnia odbył się w Łodzi festiwal Puls Literatury

### Serbia
- W dniach 24-28 sierpnia odbył się X Międzynarodowy Festiwal Literacki w Nowym Sadzie (Serbia)

## Proza beletrystyczna i literatura faktu

### Język angielski
- - Margaret Atwood – Serce umiera ostatnie (Heart Goes Last)[1]
  - Lauren Groff – Fatum i furia (Fates and Furies)[2]
  - Paula Hawkins – Dziewczyna z pociągu (The Girl on the Train)[3]
  - John Irving – Aleja tajemnic (Avenue of Mysteries)[4]
  - Kazuo Ishiguro – Pogrzebany olbrzym (The buried giant)[5]

### Język polski

#### Pierwsze wydania
- Dagmara Andryka – Tysiąc (Prószyński i S-ka)[6]
- Joanna Bator – Wyspa Łza (Znak)[7]
- Bartek Biedrzycki – Stacja Nowy Świat (Fabryka Słów)[8]
- Jakub Ćwiek
  - Kłamca. Papież sztuk (Wydawnictwo Sine Qua Non)[9]
  - Chłopcy 4. Największa z przygód (Wydawnictwo Sine Qua Non)[10]
- Ryszard Ćwirlej
  - Jedyne wyjście (Wydawnictwo Filia)[11]
  - Tam ci będzie lepiej (Czwarta Strona)[12]
- Julia Fiedorczuk – Nieważkość (Marginesy)[13]
- Maciej Hen – Solfatara (W.A.B.)[14]
- Leszek Herman – Sedinum (Muza)[15]
- Marek Hłasko – Wilk (Iskry)[16]
- Anna Janko – Mała zagłada (Wydawnictwo Literackie)[17]
- Gabriela Anna Kańtor – Koronki z płatków śniegu (Narodowa Oficyna Śląska)[18]
- Magdalena Kordel – Tajemnica bzów (Społeczny Instytut Wydawniczy „Znak”)[19]
- Grzegorz Kozera – Króliki Pana Boga (Wydawnictwo Dobra Literatura)[20]
- Katarzyna Kwiatkowska – Zbrodnia w szkarłacie (Wyd. Znak)
- Artur Laisen
  - CK Monogatari (Genius Creations)[21]
  - Studnia Zagubionych Aniołów (Genius Creations)[22]
- Piotr Liana – Persona non grata (Wydawnictwo Oficynka)[23]
- Jakub Małecki – Dygot (Wydawnictwo Sine Qua Non)[24]
- Marcin Marchwiński – Wierni Bogom. Zaginione dziedzictwo (Wydawnictwo Triglav)
- Katarzyna Berenika Miszczuk – Pustułka (Wydawnictwo W.A.B.)[25]
- Małgorzata Musierowicz – Feblik (Wydawnictwo Akapit Press)[26]
- Łukasz Orbitowski – Inna dusza (Od Deski do Deski)[27]
- Maria Paszyńska – Warszawski niebotyk (Czwarta Strona)[28]
- Jerzy Pilch – Zuza albo Czas oddalenia (Wydawnictwo Literackie)[29]
- Monika Siuda – Wyznanie Agaty (Wydawnictwo Poligraf)[30]
- Dominika Słowik – Atlas: Doppelganger (Znak)[31]
- Marek Stelar – Twardy zawodnik (Videograf)[32]
- Ziemowit Szczerek – Tatuaż z tryzubem (Wydawnictwo Czarne)[33]
- Robert J. Szmidt
  - Otchłań (Insignis Media)[34]
  - Szczury Wrocławia: Chaos (Insignis Media)[35]
- Wit Szostak – Wróżenie z wnętrzności (Powergraph)[36]
- Edyta Świętek
  - Bańki mydlane (Szara Godzina)[37]
  - Cappuccino z cynamonem (Wydawnictwo Replika)[38]
  - Tam, gdzie rodzi się miłość (Wydawnictwo Replika)[39]
  - Tam, gdzie rodzi się zazdrość (Wydawnictwo Replika)[40]
  - Zanim odszedł (Wydawnictwo Replika)[41]
- Agata Tuszyńska – Narzeczona Schulza (Wydawnictwo Literackie)[42]
- Krzysztof Varga – Masakra (Wielka Litera)[43]
- Henryk Waniek – Jak Johannes Kepler, jadąc do Żagania na Śląsku, zahaczył o księżyc (Silesia Progress)[44]
- Magdalena Witkiewicz – Po prostu bądź (Wydawnictwo Filia)[45]
- Michał Witkowski – Fynf und cfancyś (Znak)[46]
- Iwona Żytkowiak – Dokąd teraz? (Prószyński i S-ka)[47]

#### Tłumaczenia
- Cecelia Ahern – Kiedy cię poznałam (Year I met you), przeł. Agata Kowalczyk (Muza)[48]
- Mitch Albom – Pierwszy telefon z nieba (First phone call from heaven), przeł. Nina Dzierżawska (Znak)[49]
- Majgull Axelsson – Ja nie jestem Miriam (Jag heter inte Miriam), przeł. Halina Thylwe (W.A.B.)[50]
- Jörg Bernig(inne języki) – Ziemia niczyja, bezpański czas (Niemandszeit), przeł. Małgorzata Słabicka (Wydawnictwo Via Nova)[51]
- Jaume Cabré – Jaśnie pan (Senyoria), przeł. Anna Sawicka (Wydawnictwo Marginesy)[52]
- Kiera Cass – Królowa i faworytka (The queen and the favorite), przeł. Małgorzata Kaczarowska (Wydawnictwo Jaguar)[53]
- Eleanor Catton – Próba (The rehearsal), przeł. Maciej Świerkocki (Wydawnictwo Literackie)[54]
- Leonid Cypkin – Lato w Baden (Лето в Бадене), przeł. Robert Papieski (Zeszyty Literackie)[55]
- Anthony Doerr – Światło, którego nie widać (All the light we cannot see), przeł. Tomasz Wyżyński (Wydawnictwo Czarna Owca)[56]
- Umberto Eco – Temat na pierwszą stronę (Numero zero), przeł. Krzysztof Żaboklicki (Noir sur Blanc)[57]
- Fannie Flagg – Babska stacja (The all-girl filling station's last reunion), przeł. Dorota Dziewońska (Wydawnictwo Otwarte)[58]
- Richard Flanagan – Ścieżki północy (The narrow road to the deep north), przeł. Maciej Świerkocki (Wydawnictwo Literackie)[59]
- Paula Hawkins – Dziewczyna z pociągu (Girl on the train), przeł. Jan Kraśko (Świat Książki)[60]
- Levi Henriksen(inne języki) – Śnieg przykryje śnieg (Snø vil falle over snø som har falt), przeł. Milena Skoczko (Smak Słowa)[61]
- Michel Houellebecq – Uległość, przeł. Beata Geppert(inne języki) (Wydawnictwo W.A.B.)[62]
- Bohumil Hrabal – Pabitele, przeł. Helena Gruszczyńska-Dębska, Edward Madany, Jan Stachowski, Mirosław Śmigielski (Czuły Barbarzyńca)[63]
- Kazuo Ishiguro – Pogrzebany olbrzym, przeł. Andrzej Szulc (Wydawnictwo Albatros)[64]
- Henry James – Dokręcanie śruby, przeł. Jacek Dehnel (Wydawnictwo W.A.B.)[65]
- James Joyce – Hotel Finna, przeł. Jerzy Jarniewicz (Wydawnictwo W.A.B.)[66]
- Milan Kundera – Święto nieistotności, przeł. Marek Bieńczyk (Wydawnictwo W.A.B.)[67]
- Hanif Kureishi – Ostatnie słowo, przeł. Katarzyna Janusik (Znak)[68]
- Ian Macleod – Obudź się i śnij. Tchorosty i inne wy-tchnienia, przeł. Grzegorz Komerski (Wydawnictwo Mag)[69]
- Alain Mabanckou – Zwierzenia jeżozwierza, przeł. Jacek Giszczak (Wydawnictwo Karakter)[70]
- Alex Marwood – Dziewczyny, które zabiły Chloe, przeł. Magdalena Koziej (Wydawnictwo Albatros)[71]
- Anna McPartlin – Ostatnie dni Królika (The last days of Rabbit Hayes), przeł. Marcin Wróbel (HarperCollins Polska)[72]
- Jan Novák – Nie jest źle..., przeł. Dorota Dobrew (Wydawnictwo Książkowe Klimaty)[73]
- Orhan Pamuk – Dziwna myśl w mej głowie, przeł. Piotr Kawulok (Wydawnictwo Literackie)[74]
- Thomas Pynchon – Vineland, przeł. Jędrzej Polak (Albatros)[75]
- Pavol Rankov – Matki, przeł. Tomasz Grabiński (Wydawnictwo Książkowe Klimaty)[76]
- Martin Reiner – Lucynka, Macoszka i ja (Lucka, Maceška a já), przeł. Mirosław Śmigielski (Wydawnictwo Stara Szkoła)[77]
- Lucinda Riley – Tajemnice zamku (Light behind the window), przeł. Anna Esden-Tempska (Wydawnictwo Albatros)[78]
- Salman Rushdie – Dwa lata, osiem miesięcy i dwadzieścia osiem nocy, przeł. Jerzy Kozłowski (Rebis)[79]
- Kristina Sabaliauskaite – Silva rereum, przeł. Izabela Korybut-Daszkiewicz (Znak)[80]
- Clara Sánchez – Widok z nieba (Cielo ha vuelto), przeł. Łukasz Müller (Znak)[81]
- Åsne Seierstad – Jeden z nas: opowieść o Norwegii, przeł. Iwona Zimnicka (W.A.B)[82]
- Alvydas Šlepikas – Mam na imię Marytė, przeł. Paulina Ciucka (Kolegium Europy Wschodniej)[83]
- György Spiró – Niewola, przeł. Elżbieta Cygielska (Wydawnictwo W.A.B.)[84]
- Donna Tartt – Szczygieł, przeł. Jerzy Kozłowski (Znak)[85]
- Ludvík Vaculík – Siekiera, przeł. Mirosław Śmigielski (Wydawnictwo Stara Szkoła)[86]
- Auguste de Villiers de L’Isle-Adam – Ewa jutra, przeł. Ryszard Engelking (Państwowy Instytut Wydawniczy)
- David Foster Wallace – Krótkie wywiady z paskudnymi ludźmi, przeł. Jolanta Kozak (Wydawnictwo W.A.B.)[87]

### Pozostałe języki
- José Donayre Hoefken – Marsjanie na sprzedaż. Antologia fantastyki peruwiańskiej (Se vende marcianos. Muestra de relatos de ciencia ficción peruana, Ediciones Altazor)
- Umberto Eco – Temat na pierwsza stronę (Numero zero, Bompiani)
- Yeniva Fernández – Siedmiokrotne spacery we mgle (Siete paseos por la niebla, Campo Letrado Editores)
- Daniela Hodrová – Kręcone zdania (Točité věty, Malvern)
- Michel Houellebecq – Uległość (Soumission, Flammarion)
- Jiří Kratochvil – Łóżko jest zasłane. Nowe opowiadania brneńskie (Lůžko je rozestlané [Nové brněnské povídky])
- Maja Lunde – Historia pszczół (Bienes Historie, roman)

## Wywiady

### Język polski

#### Pierwsze wydania
- Życie to jednak strata jest. Andrzej Stasiuk w rozmowach z Dorotą Wodecką (Agora, Czarne)[88]
- Patryk Vega – Złe psy. W imię zasad (Wydawnictwo Otwarte)[89]

#### Tłumaczenia
- Karel Čapek – Rozmowy z Tomášem Garriguem Masarykiem, przeł. Andrzej Czcibor-Piotrowski i Leszek Engelking (Wydawnictwo Książkowe Klimaty)

## Dzienniki, autobiografie, pamiętniki

### Język polski
- Jan Józef Szczepański – Dziennik, t. IV: 1973-1981 (Wydawnictwo Literackie)

## Eseje, szkice i felietony

### Język polski
- Marek Bieńczyk – Jabłko Olgi, stopy Dawida (Wielka Litera)[90]
- Jerzy Jarniewicz – Podsłuchy i podglądy (Instytut Mikołowski)
- Mariusz Surosz – Ach, te Czeszki (Wydawnictwo W.A.B.)[91]

#### Pierwsze wydania
- Nikołaj Gogol – Wybrane fragmenty korespondencji z przyjaciółmi, przeł. Feliks Netz (Sic!)
- Rainer Maria Rilke – Cézanne, przeł. Andrzej Serafin (Sic!)
- Virginia Woolf – Eseje wybrane, wybór i oprac. Magda Heydel i Roma Sendyka, przeł. Magda Heydel (Karakter)

## Poezja

### Język polski

#### Pierwsze wydania
- Kacper Bartczak – Wiersze organiczne (Dom Literatury w Łodzi)[92]
- Ernest Bryll – Ciągle za mało stary (Zysk i S-ka)[93]
- Michał Czaja – Sfory (Wydawnictwo WBPiCAK)[94]
- Andrzej Mestwin Fac – Rodzaj męski dokonany (Oficyna Wydawnicza Tysiąclecia)
- Katarzyna Fetlińska – Sekstaśmy (Biuro Literackie)[95]
- Darek Foks – Tablet taty (Biuro Literackie)[96]
- Karol Graczyk – Przełomy (Instytut Mikołowski)[97]
- Barbara Gruszka-Zych – Przyrząd do uzdatniania wody (Astrum)[98]
- Jerzy Jarniewicz – Woda na Marsie (Biuro Literackie)[99]
- Wojciech Kass – Przestwór, godziny (Towarzystwo Przyjaciół Sopotu)[100]
- Barbara Klicka – Nice (WBPiCAK)[101]
- Dorota Koman – Maszyna do czytania (Iskry)[102]
- Aldona Kopkiewicz – Sierpień (Lokator Media)[103]
- Julian Kornhauser – Tylko błędy są żywe (Wydawnictwo WBPiCAK)[104]
- Ewa Lipska
  - Czytnik linii papilarnych (Wydawnictwo Literackie)[105]
  - Wiersze wybrane (a5)[106]
- Paweł Marcinkiewicz – Majtki w górę, matki w dół (Dom Literatury w Łodzi)[107]
- Piotr Matywiecki – Którędy na zawsze (Wydawnictwo Literackie)[108]
- Piotr Mitzner – Wybiór (tCHu)[109]
- Joanna Mueller – intima thule (Biuro Literackie)[110]
- Tadeusz Pióro – Powązki (Biuro Literackie)[111]
- Marta Podgórnik – Zawsze (Biuro Literackie)[112]
- Jan Polkowski – Gorzka godzina (Wydawnictwo Sic!)[113]
- Michał Pranke – b (Dom Literatury w Łodzi)[114]
- Piotr Przybyła – Apokalipsa ; Afer party (Dom Literatury w Łodzi)[115]
- Tadeusz Różewicz – Ostatnia wolność (Biuro Literackie)[116]
- Jarosław Marek Rymkiewicz – Koniec lata w zdziczałym ogrodzie (Wydawnictwo Sic!)[117]
- Jan Sochoń – Sandały i pierścień (Towarzystwo Przyjaciół Sopotu)[118]
- Andrzej Sosnowski – Dom ran (Biuro Literackie)[119]
- Leszek Szaruga – Fluktuacja kwantowa (Towarzystwo Przyjaciół Sopotu)
- Adriana Szymańska – Złoty dzięcioł (Towarzystwo Przyjaciół Sopotu)[120]
- Marcin Świetlicki – Delta Dietla (Wydawnictwo EMG)[121]

Antologie
- Antologia debiutów poetyckich 2014 (K.I.T Stowarzyszenie Żywych Poetów, Miejska Biblioteka Publiczna, Brzeg 2015) – red. Krystian Ławreniuk, Kamil Osękowski, Radosław Wiśniewski

#### Tłumaczenia
- José Hernández – Gauczo Martín Fierro, przeł. Agata Kornacka (Muzeum Historii Polskiego Ruchu Ludowego)[122]
- Charles Simic – Blues o śnieżnym poranku. Wybór wierszy, przeł. Krystyna Dąbrowska, posłowie Jerzy Jarniewicz (Znak)[123]
- Uroš Zupan(inne języki) – Niespieszna żegluga, przeł. Katerina Šalamun-Biedrzycka, Miłosz Biedrzycki (Instytut Mikołowski)[124]

#### Antologie dzieł tłumaczonych
- Zbigniew Dmitroca – Radio Swoboda. Współczesna poezja rosyjska (Biuro Literackie)[125]
- Poetki z Wysp, wybór i przekład Magda Heydel i Jerzy Jarniewicz (Biuro Literackie)[126]
- Szyby są cienkie. Szwajcarskie wiersze włoskojęzyczne w tłumaczeniach polskich poetów. red. Matteo Campagnoli, Jacek Dehnel, Justyna Hanna Orzeł (Biuro Literackie)[127]

### Język rosyjski

#### Pierwsze wydania
- Siergiej Zawjałow – Radzieckie kantaty (Sowietskije kantaty, Kniżnaja sierija almanacha „Translist” i Swobmarksizd)

#### Antologie
- Gde su vrata. Antologija poezije medźdunarodnog novosadskog kniżevnog festivala. 10 godin, oprac. Jovan Zivlak (Družstvo Kniževnika Vojvodine)

## Prace naukowe i biografie

### Język polski

#### Pierwsze wydania
- Poezja polska po roku 2000. Diagnozy – problemy – interpretacje, red. Tomasz Dalasiński, Aleksandra Szwagrzyk, Paweł Tański (Inter-. Literatura–Krytyka–Kultura)[128]
- Angela Bajorek – Heretyk z familoka (Znak)[129]
- Anna Ginter – Vladimir Nabokov i jego synestezyjny świat (Wydawnictwo Uniwersytetu Łódzkiego)
- Adam Gleń – Wiernie, choć własnym językiem : rzecz o krytyce literackiej Juliana Kornhausera (Wydawnictwo Wojewódzkiej Biblioteki Publicznej i Centrum Animacji Kultury)[130]
- Krzysztof Hejwowski – Iluzja przekładu. Przekładoznawstwo w ujęciu konstruktywnym (Śląsk)
- Andrzej Tadeusz Kijowski – Organizacja życia kulturalnego w społeczeństwie obywatelskim na tle gospodarki rynkowej. Czasy kultury 1789-1989. (Neriton)[131]
- Jakub Kornhauser – Całkowita rewolucja. Status przedmiotów w poezji surrealizmu (Wydawnictwo Uniwersytetu Jagiellońskiego)[132]
- Ewa Kraskowska, Bogumiła Kaniewska (red.) – Polskie pisarstwo kobiet w wieku XX : procesy i gatunki, sytuacje i tematy (Wydawnictwo Naukowe UAM)[133]
- Renata Lis – W lodach Prowansji. Bunin na wygnaniu (Sic!)[134]
- Jacek Lyszczyna – Romantyczne lektury (Wydawnictwo Uniwersytetu Śląskiego)[135]
- Żaneta Nalewajk – Leśmian międzynarodowy – relacje kontekstowe. Studia komparatystyczne (Universitas)[136]
- Łukasz A. Plesnar – Ziemia niczyja, ziemia obiecana : obraz granicy w literaturze amerykańskiej (Wydawnictwo Uniwersytetu Jagiellońskiego)[137]
- Beata Popczyk-Szczęsna – Powtórzenia i powroty : o dramaturgii Janusza Głowackiego (Wydawnictwo Uniwersytetu Śląskiego)[138]
- Ewelina Rąbkowska – Potrzeba początku (Wydawnictwo Stowarzyszenia Bibliotekarzy Polskich)[139]
- Edyta Sołtys-Lewandowska – O „ocalającej nieporządek rzeczy” polskiej poezji metafizycznej i religijnej drugiej połowy XX i początków XXI wieku (Universitas)[140]
- Władysław Włoch – Aby lepsze wyśpiewać z nielepiej...: (nad „Słojami zadrzewnymi” Tymoteusza Karpowicza)[141]
- Dorota Wojda – Polska Szeherezada: swoje i obce z perspektywy postkolonialnej (Wydawnictwo Uniwersytetu Jagiellońskiego)[142]

#### Tłumaczenia
- Heinrich Olschowsky – Klucze do kultury : z perspektywy niemieckiej o literaturze polskiej, oprac. Marek Zybura (Universitas)[143]
- Alexandra Popoff – Żony w cieniu mistrzów literatury rosyjskiej (The wives. The women behind Russia's literary giants), przeł. Alina Siewior-Kuś (Świat Książki)[144]

## Zmarli
- 1 stycznia – Miller Williams, amerykański poeta, tłumacz i publicysta (ur. 1930)
- 4 stycznia
  - Yves Rouquette, francuski poeta i pisarz (ur. 1936)
  - Edmund Wnuk-Lipiński, polski socjolog i pisarz science fiction (ur. 1944)
- 5 stycznia – Ganesh Patro, indyjski pisarz, dramaturg (ur. 1945)
- 7 stycznia – Tadeusz Konwicki, polski pisarz, scenarzysta i reżyser filmowy (ur. 1926)
- 8 stycznia – Krystyna Nepomucka, polska pisarka i dziennikarka (ur. 1920)
- 10 stycznia – Robert Stone, amerykański prozaik (ur. 1937)
- 13 stycznia – Mark Juddery, australijski dziennikarz i pisarz (ur. 1971)
- 15 stycznia – Arnaldo Calveyra(inne języki), argentyński poeta, prozaik i dramaturg (ur. 1929)
- 16 stycznia – Miriam Akavia, izraelska pisarka i tłumaczka (ur. 1927)
- 17 stycznia – Kazumasa Hirai, japoński pisarz (ur. 1938)
- 23 stycznia – Pedro Lemebel, chilijski eseista, kronikarz, prozaik, dziennikarz radiowy (ur. 1952)
- 26 stycznia – Kazimierz Bartoszyński, polski teoretyk literatury (ur. 1921)
- 29 stycznia – Colleen McCullough, australijska pisarka (ur. 1937)
- 30 stycznia – Carl Djerassi, bułgarsko-amerykański pisarz (ur. 1923)
- 3 lutego – Carlos Noguera, wenezuelski pisarz (ur. 1943)
- 4 lutego – Karol Parno Gierliński, cygańsko-polski poeta i prozaik (ur. 1938)
- 6 lutego
  - André Brink, południowoafrykański powieściopisarz, dramaturg, eseista i tłumacz, piszący w afrikaans i po angielsku (ur. 1935)
  - Assia Djebar, pisarka algierska tworząca w języku francuskim (ur. 1936)
- 9 lutego – Roman Frister, polsko-izraelski pisarz i dziennikarz (ur. 1928)
- 11 lutego – Stefan Melkowski, polski eseista, historyk literatury oraz krytyk literacki (ur. 1931)
- 14 lutego – Philip Levine, amerykański poeta, eseista i tłumacz (ur. 1928)
- 16 lutego – Jerzy Samp, polski historyk literatury i pisarz (ur. 1951)
- 21 lutego – Daniel Topolski, brytyjski pisarz, podróżnik i reporter (ur. 1945)
- 25 lutego – Wiktor Iwaniw(inne języki), rosyjski poeta, prozaik i tłumacz (ur. 1977)
- 26 lutego – Fritz Raddatz, niemiecki pisarz, historyk literatury, eseista (ur. 1931)
- 27 lutego
  - Leonard Nimoy, amerykański aktor i poeta (ur. 1931)
  - Janusz Sowiński, polski bibliolog (ur. 1939)
- 28 lutego – Yaşar Kemal, turecki prozaik pochodzenia kurdyjskiego (ur. 1923)
- 2 marca
  - Joseph Kohnen, luksemburski literaturoznawca i historyk literatury niemieckiej (ur. 1940)
  - Francisco González Ledesma, hiszpański pisarz (ur. 1927)
  - Mal Peet(inne języki), brytyjski autor i ilustrator książek (ur. 1947)
- 3 marca – Wojciech Giełżyński, polski reportażysta (ur. 1930)
- 11 marca – Janusz Garlicki, polski pisarz (ur. 1923)
- 12 marca – Terry Pratchett, brytyjski pisarz fantasy i science fiction (ur. 1948)
- 14 marca
  - Barbara Czałczyńska, polska pisarka oraz tłumaczka literatury francuskiej (ur. 1929)
  - Ib Melchior(inne języki), amerykański powieściopisarz (ur. 1917)
  - Walentin Rasputin, rosyjski powieściopisarz, nowelista i eseista (ur. 1937)
- 18 marca – Grace Ogot(inne języki), kenijska powieściopisarka i nowelistka (ur. 1930)
- 19 marca
  - Safet Plakalo(inne języki), bośniacki dramaturg, poeta i prozaik (ur. 1950)
  - Mordecai Roshwald, izraelski i amerykański pisarz i filozof żydowskiego pochodzenia (ur. 1921)
- 22 marca – Peter Pišťanek, słowacki powieściopisarz (ur. 1960)
- 23 marca – Herberto Hélder, portugalski poeta i prozaik (ur. 1930)
- 26 marca – Tomas Tranströmer, szwedzki poeta, prozaik i tłumacz, laureat literackiej Nagrody Nobla (ur. 1931)
- 2 kwietnia – Stanisław Pestka, polski poeta i dziennikarz (ur. 1929)
- 4 kwietnia – Klaus Rifbjerg, duński pisarz, dramaturg i poeta (ur. 1931)
- 7 kwietnia – Stan Freberg, amerykański pisarz (ur. 1926)
- 10 kwietnia – Judith Malina, amerykańska pisarka, poetka, tłumaczka (ur. 1926)
- 11 kwietnia – François Maspero(inne języki), francuski pisarz i publicysta (ur. 1932)
- 12 kwietnia – Feliks Netz, polski poeta, prozaik, publicysta i tłumacz (ur. 1939)
- 13 kwietnia
  - Eduardo Galeano, urugwajski dziennikarz, pisarz (ur. 1940)
  - Günter Grass, niemiecki prozaik, poeta, dramaturg, laureat literackiej Nagrody Nobla (ur. 1927)
- 16 kwietnia – Ołeś Buzyna, ukraiński dziennikarz i pisarz (ur. 1969)
- 19 kwietnia – Zygmunt Lichniak, polski eseista, poeta, krytyk literacki (ur. 1925)
- 21 kwietnia – Meyer Howard Abrams, amerykański literaturoznawca, eseista i krytyk literacki (ur. 1912)
- 24 kwietnia – Władysław Bartoszewski, polski historyk, publicysta i pisarz (ur. 1922)
- 2 maja
  - Michael Blake(inne języki), amerykański pisarz (ur. 1945)
  - Ruth Rendell, brytyjska powieściopisarka (ur. 1930)
  - Irena Wyczółkowska(inne języki), polska poetka
- 3 maja – Mieczysława Buczkówna, polska poetka, tłumaczka i pisarka (ur. 1924)
- 11 maja – Jef Geeraerts, belgijski pisarz (ur. 1930)
- 14 maja – Franz Wright(inne języki), amerykański poeta (ur. 1953)
- 18 maja – Józef Jacek Rojek, polski poeta, prozaik i eseista (ur. 1939)
- 24 maja
  - Krzysztof Kąkolewski, polski publicysta, reporter, autor scenariuszy filmowych, opowiadań i powieści (ur. 1930)
  - Tanith Lee, brytyjska pisarka (ur. 1947)
- 6 czerwca – Ludvík Vaculík, czeski prozaik i publicysta (ur. 1926)
- 10 czerwca – Wolfgang Jeschke, niemiecki pisarz science-fiction (ur. 1936)
- 14 czerwca – Hilary Masters(inne języki), amerykański pisarz (ur. 1928)
- 15 czerwca – Josef Topol, czeski dramaturg, poeta i tłumacz (ur. 1935)
- 16 czerwca – Lucjan Biliński, polski bibliotekarz i publicysta (ur. 1930)
- 19 czerwca – James Salter, amerykański prozaik (ur. 1925)
- 21 czerwca – Veijo Meri, fiński powieściopisarz, nowelista, poeta i eseista (ur. 1928)
- 22 czerwca – Gregorio Morales(inne języki), hiszpański poeta i prozaik (ur. 1952)
- 23 czerwca
  - Thé Lau, holenderski muzyk i pisarz (ur. 1952)
  - René Śliwowski, polski eseista, krytyk literacki i tłumacz (ur. 1930)
- 3 lipca – Krystyna Siesicka, polska pisarka (ur. 1928)
- 6 lipca – Wojciech Albiński, polski prozaik (ur. 1935)
- 8 lipca – James Tate(inne języki), amerykański poeta (ur. 1943)
- 9 lipca – Aleksander Główczewski, polski teoretyk literatury (ur. 1966)
- 16 lipca – Sławomir Gołaszewski, polski filozof kultury i poeta (ur. 1954)
- 21 lipca – E.L. Doctorow, amerykański powieściopisarz i nowelista (ur. 1931)
- 24 lipca – Peg Lynch(inne języki), amerykańska aktorka i pisarka (ur. 1916)
- 26 lipca
  - Ann Rule, amerykańska pisarka (ur. 1931)
  - Sebastiano Vassalli(inne języki), włoski pisarz (ur. 1941)
- 3 sierpnia – Hiroyuki Agawa, japoński powieściopisarz, nowelista i eseista (ur. 1920)
- 7 sierpnia
  - Edward Kurowski, polski prozaik (ur. 1927)
  - Emilia Witwicka(inne języki), polska tłumaczka literatury czeskiej (ur. 1923)
- 8 sierpnia
  - Ann McGovern(inne języki), amerykańska autorka książek dla dzieci (ur. 1930)
  - Kayyar Kinhanna Rai, indyjski pisarz i poeta (ur. 1915)
- 10 sierpnia – Eriek Verpale(inne języki), belgijski pisarz piszący po flamandzku (ur. 1952)
- 12 sierpnia – Anna Gorazd-Zawiślak, polska prozaiczka i publicystka (ur. 1932)
- 14 sierpnia – Robert Jarocki, polski pisarz (ur. 1932)
- 18 sierpnia – William Jay Smith(inne języki), amerykański poeta (ur. 1918)
- 20 sierpnia – Zuzana Brabcová(inne języki), czeska powieściopisarka (ur. 1959)
- 26 sierpnia – P.J. Kavanagh(inne języki), angielski poeta (ur. 1931)
- 27 sierpnia – Zbigniew Nowak, polski historyk literatury, bibliolog (ur. 1927)
- 28 sierpnia – Józef Komarewicz, polski poeta (ur. 1955)
- 1 września – Danuta Brzosko-Mędryk, polska pisarka (ur. 1921)
- 9 września – Annemarie Bostroem, niemiecka poetka i dramatopisarka (ur. 1922)
- 19 września
  - Jackie Collins, brytyjska pisarka (ur. 1937 w literaturze"1937)
  - Herschel Silverman(inne języki), amerykański poeta (ur. 1926)
- 20 września – C.K. Williams(inne języki), amerykański poeta, krytyk i tłumacz (ur. 1936)
- 29 września – Hellmuth Karasek, niemiecki dziennikarz, pisarz i krytyk literacki (ur. 1934)
- 30 września – Adam Szyper, polski poeta i tłumacz (ur. 1939)
- 2 października – Brian Friel, irlandzki dramaturg (ur. 1929)
- 5 października – Henning Mankell, szwedzki prozaik (ur. 1948)
- 6 października – Árpád Göncz, węgierski pisarz i tłumacz literatury anglojęzycznej (ur. 1922)
- 7 października – Jerzy Stanisław Czajkowski, polski poeta (ur. 1931)
- 16 października – Vera Williams(inne języki), amerykańska autorka i ilustratorka (ur. 1927)
- 18 października – Dżamal al-Ghitani, egipski pisarz (ur. 1945)
- 22 października
  - Jerome Kass(inne języki), amerykański scenarzysta i pisarz (ur. 1937)
  - Władysław Sikora, polski poeta, prozaik i eseista z Zaolzia (ur. 1933)
- 24 października – Zdzisław Jaskuła, polski poeta, pisarz, tłumacz i reżyser teatralny (ur. 1951)
- 27 października – Betsy Drake(inne języki), amerykańska aktorka i pisarka (ur. 1923)
- 29 października – Mariola Platte, polska pisarka (ur. 1956)
- 2 listopada – Barbara Olszańska(inne języki), polski redaktor i wydawca, tłumaczka i recenzentka książek
- 4 listopada – Piotr Krystian Domaradzki, polski pisarz, eseista i dziennikarz (ur. 1946)
- 7 listopada – Alferd Sierzputowski, polski poeta, satyryk, prozaik i publicysta (ur. 1937)
- 9 listopada – Danuta Antonina Brodowska, polska poetka i tłumaczka (ur. 1921)
- 10 listopada
  - André Glucksmann, francuski pisarz (ur. 1937)
  - Jacek Natanson, polski prozaik (ur. 1948)
- 15 listopada – Gisèle Prassinos, francuska pisarka i poetka (ur. 1920)
- 17 listopada – Zofia Trojanowiczowa, polska filolog, badaczka romantyzmu (ur. 1936)
- 19 listopada – Korrie Layun Rampan, indonezyjski pisarz, krytyk literacki i polityk (ur. 1953)
- 22 listopada – Monika Szwaja, polska pisarka (ur. 1949)
- 23 listopada – Dan Fante(inne języki), amerykański pisarz i dramaturg (ur. 1944)
- 29 listopada – Christopher Middleton(inne języki), brytyjski poeta (ur. 1926)
- 30 listopada
  - Fatema Mernissi, marokańska pisarka (ur. 1940)
  - Shigeru Mizuki(inne języki), japoński autor mang (ur. 1922)
- 1 grudnia – Idwar al-Charrat, egipski pisarz
- 2 grudnia – Ferenc Juhász, węgierski poeta (ur. 1928)
- 3 grudnia – Władimir Żeleznikow, rosyjski pisarz (ur. 1925)
- 8 grudnia – Janusz Odrowąż-Pieniążek, polski pisarz, historyk literatury i edytor (ur. 1931)
- 9 grudnia – Akiyuki Nosaka, japoński pisarz (ur. 1930)
- 16 grudnia – Peter Dickinson(inne języki), brytyjski pisarz (ur. 1927)
- 24 grudnia – Władimir Britaniszski, rosyjski poeta, prozaik, tłumacz i eseista (ur. 1933)
- 25 grudnia – George Clayton Johnson, amerykański pisarz (ur. 1929)
- Guy Bellamy(inne języki), angielski pisarz (ur. 1935)

## Nagrody
- Anasoft litera – Veronika Šikulová za Medzerový plod
- Angelus – nagroda translatorska – Michał Petryk i Adam Pomorski za przekład Mezopotamii Serhija Żadana
- Berliner Literaturpreis – Olga Martynowa(inne języki)
- Clemens-Brentano-Preis – Saskia Hennig von Lange za Zurück zum Feuer
- Costa Book Award (powieść) – Kate Atkinson za A God in Ruin
- Costa Book Award (debiut) – Andrew Michael Hurley za The Loney
- Costa Book Award (biografia) – Andrea Wulf za The Invention of Nature: The Adventures of Alexander Von Humboldt, The Lost Hero of Science
- Costa Book Award (poezja) – Don Paterson(inne języki) za 40 Sonnets
- Costa Book Award (literatura dla dzieci) – Frances Hardinge za The Lie Tree
- Georg-Büchner-Preis – Rainald Goetz
- Gwarancje Kultury TVP Kultura (literatura) – Olga Tokarczuk za Księgi Jakubowe
- Heinrich-Mann-Preis – Adam Zagajewski
- International IMPAC Dublin Literary Award – Jim Crace za Harvest
- Lipska Nagroda „Książki dla Porozumienia Europejskiego” – Mircea Cărtărescu za trylogię powieściową Oślepiający (Orbitor)
- Magnesia Litera – Martin Reiner za Básník. Román o Ivanu Blatném (Poeta. Powieść o Ivanie Blatnym)
- Man Booker International Prize – László Krasznahorkai
- Marie-Luise-Kaschnitz-Preis – Lutz Seiler
- Międzynarodowa Nagroda Literacka im. Zbigniewa Herberta – Ryszard Krynicki
- Międzynarodowa Nagroda Literacka Miasta Nowy Sad – Guy Goffette
- Nagroda Andrieja Biełego (poezja) – Wasilij Borodin i Siergiej Zawjałow
- Nagroda Andrieja Biełego (proza) – Polina Barskowa
- Nagroda Bookera – Marlon James za Krótką historię siedmiu zabójstw (A Brief History of Seven Killings)
- Nagroda Bursztynowego Motyla im. Arkadego Fiedlera – Piotr Strzeżysz za Powidoki
- Nagroda Camõesa – Hélia Correia(inne języki)
- Nagroda Cervantesa – Fernando del Paso
- Nagroda Conrada – Liliana Hermetz za powieść Alicyjka
- Nagroda Franza Kafki – Eduardo Mendoza
- Nagroda Goncourtów – Mathias Énard za Boussole
- Nagroda im. Akutagawy – Keisuke Hada za Skrap and Build (スクラップアンドビルド) oraz Naoki Masayoshi za Iskrę (Hibana, 火花)
- Nagroda im. Anny Seghers – Nino Haratischwili
- Nagroda im. Beaty Pawlak – Konrad Piskała za Dryland
- Nagroda im. Cypriana Kamila Norwida (kategoria literatura) – Bohdan Zadura za tom Kropka nad i
- Nagroda im. Jana Długosza – Michał Głowiński za książkę Rozmaitości interpretacyjne
- Nagroda im. Jaroslava Seiferta – Eugen Brikcius
- Nagroda im. Jiříego Ortena – Alžběta Stančáková za tom wierszy Co s tím
- Nagroda im Josefa Škvoreckiego – Vladimír Poštulka za powieść Kwiecie cmentarne na śmietanie (Hřbitovní kvítí na smetaně)
- Nagroda im. Karla Dececiusa – Katarzyna Leszczyńska oraz Sven Sellmer
- Nagroda im. Kazimierza Wyki – Andrzej Mencwel
- Nagroda im. ks. Jana Twardowskiego – Barbara Gruszka-Zych za tom Koszula przed kolana
- Nagroda im. Ryszarda Kapuścińskiego za reportaż literacki – Swietłana Aleksijewicz i Michał Olszewski
- Nagroda Jerozolimska – Ismail Kadare
- Nagroda Kościelskich – Szczepan Twardoch za powieść Drach
- Nagroda Księcia Asturii (literatura) – Leonardo Padura
- Nagroda Literacka dla Autorki Gryfia – Ewa Winnicka za książkę Angole
- Literacka Nagroda Europy Środkowej Angelus – Serhij Żadan za powieść Mezopotamia
- Nagroda Literacka Gdynia (proza) – Michał Cichy za książkę Zawsze jest dzisiaj
- Nagroda Literacka Gdynia (poezja) – Piotr Janicki za tomik Wyrazy uznania
- Nagroda Literacka Gdynia (esej) – Piotr Wierzbicki za książkę Boski Bach
- Nagroda Literacka Gdynia (przekład) – Wiktor Dłuski za tłumaczenie Martwych dusz Nikołaja Gogola
- Nagroda Literacka im. Jerzego Żuławskiego (Nagroda Główna) – Paweł Majka za powieść Pokój światów
- Nagroda Literacka im. Jerzego Żuławskiego (Złote Wyróżnienie) – Paweł Paliński za powieść Polaroidy z zagłady
- Nagroda Literacka im. Jerzego Żuławskiego (Srebrne Wyróżnienie) – Michał Cholewa za powieść Fort
- Nagroda Literacka im. Józefa Mackiewicza – Andrzej Nowak za Dzieje Polski. Skąd nasz ród
- Nagroda Literacka im. Józefa Mackiewicza (wyróżnienie) – Przemysław Dakowicz za Obcowanie. Manifesty i eseje
- Nagroda Literacka im. Juliana Tuwima – Jarosław Marek Rymkiewicz
- Nagroda „Literatury na Świecie” (kategoria Proza) – Maciej Świerkocki
- Nagroda „Literatury na Świecie” (kategoria Mamut) – Jacek Stanisław Buras
- Nagroda „Literatury na Świecie” (kategoria Nowa Twarz) – Iwona Krupecka
- Nagroda Nike – Olga Tokarczuk za Księgi Jakubowe
- Nagroda Nobla – Swiatłana Aleksijewicz
- Nagroda Prezydenta Miasta Gdańska za Twórczość Translatorską im. Tadeusza Boya-Żeleńskiego – Maryna Ochab
- Nagroda Polskiego PEN Clubu im. Jana Parandowskiego – Adam Zagajewski
- Nagroda Pulitzera (poezja) – Gregory Pardlo(inne języki) za Digest
- Nagroda Pulitzera (proza) – Anthony Doerr za All the Light We Cannot See
- Nagroda Pulitzera (dramat) – Stephen Adly Guirgis za Between Riverside and Crazy
- Nagroda Renaudot – Delphine de Vigan za D’après une histoire vraie
- Nagroda Skrzydła Dedala – Przemysław Dakowicz za Afazję polską
- Nagroda Stregi – Nicola Lagioia(inne języki) za La ferocia
- Nagroda Transatlantyk – Laurence Dyevre
- Nagroda Vilenica – Jáchym Topol
- Nagroda Wielkiego Kalibru – Wojciech Chmielarz za Przejęcie
- Nagroda Związku Pisarzy Polskich na Obczyźnie – Anna Frajlich
- National Book Award (literatura piękna) – Adam Johnson za Fortune Smiles
- National Book Award (literatura faktu) – Ta-Nehisi Coates za Between the World and Me
- National Book Award (literatura młodzieżowa) – Neal Shusterman za Challenger Deep
- National Book Award (poezja) – Robin Coste Lewis za Voyage of the Sable Venus
- Orfeusz – Nagroda Poetycka im. K.I. Gałczyńskiego – Janusz Szuber za tom Tym razem wyraźnie
- Orfeusz – Nagroda Poetycka im. K.I. Gałczyńskiego – Orfeusz Mazurski – Katarzyna Citko za Post tenebras Lux
- Orfeusz – Nagroda Poetycka im. K.I. Gałczyńskiego – Orfeusz Honorowy – pośmiertnie Feliks Netz za Krzyk sowy
- Paszport „Polityki” (literatura) – Zygmunt Miłoszewski
- PEN/Faulkner Award – Atticus Lish za Preparation for the Next Life
- Poznańska Nagroda Literacka – Nagroda im. Adama Mickiewicza – Zbigniew Kruszyński
- Premio FIL de Literatura en Lenguas Romances – Enrique Vila-Matas
- Premio Nacional de Narrativa – Ignacio Martínez de Pisón za książkę Dobra reputacja (La buena reputación)
- Premio Nacional de Poesía – Luis Alberto de Cuenca
- Premio Planeta – Alicia Giménez Bartlett za Hombres desnudos
- Prix des Deux Magots – Serge Joncour za L’Écrivain national
- Prix européen Utopiales des pays de la Loire – Michal Ajvaz za powieść Inne miasto
- Prix Femina – Christophe Boltanski za La Cache
- Prix Femina Essai – Emmanuelle Loyer za Claude Lévi-Strauss
- Prix Mallarmé – Werner Lambersy za La Perte du temps
- Rosyjska Nagroda Bookera – Aleksandr Sniegiriew za powieść Wiera (Вера)
- T.S. Eliot Prize – Sarah How za Loop of Jade
- Wrocławska Nagroda Poetycka „Silesius” (za całokształt twórczości) – Jacek Podsiadło
- Wrocławska Nagroda Poetycka „Silesius” (w kategorii Książka Roku) – Marcin Sendecki za tom Przedmiar robót
- Wrocławska Nagroda Poetycka „Silesius” (w kategorii Debiut Roku) – Michał Książek za tom Nauka o ptakach
- Złoty Wieniec Strużańskich wieczorów poezji – Bei Dao